# 20006 Альбертус Маґнус
20006 Альбертус Маґнус (1991 GH11, 1980 FK2, 20006 Albertus Magnus) — астероїд головного поясу, відкритий 11 квітня 1991 року.
Тіссеранів параметр щодо Юпітера — 3,193.